# Andrisco
Andrisco, conosciuto anche come lo Pseudofilippo, ufficialmente Filippo VI il Macedone (in greco antico: Ἀνδρίσκος?, Andrìskos, in latino Andriscus; Misia, 185 a.C. – Roma, 146 a.C.), è stato un militare greco antico.
Andrisco, nella sua figura e nel suo avventuroso tentativo di ribellione, rappresenta la reazione macedone all'occupazione da parte di Roma dopo la battaglia di Pidna (168 a.C.), avvenuta durante l'ultimo regno (dal 179 a.C. al 168 a.C.) di Perseo di Macedonia.
La sua ribellione è parte degli eventi che costituiscono la Quarta guerra macedonica.

## Biografia

### Gli inizi
Nato in Asia Minore, Andrisco fu un mercenario di umili origini, forse figlio di un conciatore di Adramyttium, nell'Eolide. Intorno al 160 a.C.-155 a.C. si finse Filippo, figlio del re macedone Perseo e di Laodice III principessa della Siria e figlia di Seleuco IV, re della dinastia seleucide. In realtà Filippo era morto a soli 18 anni in Italia, condotto nell'urbe dai romani per evitare ogni possibile ribellione per motivi dinastici. Il suo primo tentativo di rivolta non ricevette molto consenso tra la popolazione macedone e lo Pseudofilippo vide fallire il suo primo progetto.
Nel 150 a.C. Andrisco si diresse quindi in Siria per cercare appoggio al fine di conquistare il regno di Macedonia. Ottenne di farsi ricevere alla corte del sovrano seleucide dell'epoca, Demetrio I Sotere, affermando di essergli nipote giacché figlio di suo cognato Perseo e di sua sorella Laodice III. Accortosi però di come lo Pseudofilippo fosse in realtà solo un impostore, e in ottemperanza all'alleanza che vigeva tra Demetrio e la Repubblica romana, lo fece arrestare e lo consegnò ai romani. Tuttavia, giudicato del tutto innocuo e rilasciato o, secondo altre fonti, fuggito dalla prigionia, Andrisco riuscì a svincolarsi da Roma.

### La conquista del Regno
Nel 149 a.C. Andrisco si diresse in Tracia, dove si diede al brigantaggio nella zona di confine tra Macedonia e Tessaglia. Presi contatti con due principi traci, Tere e Barsada, li convinse del suo lignaggio reale e assoldò i loro uomini per invadere la Macedonia. Accolto come liberatore dall'oppressione romana, la sua presenza infiammò gli spiriti nazionalistici e indipendentistici tipici delle popolazioni balcaniche. Il Senato inviò il legato Publio Cornelio Scipione Nasica Corculo per risolvere la situazione, ma sottovalutò la pericolosità di Andrisco, considerandolo un semplice brigante e, venendo sconfitto tra lo sgomento generale, consentì ad Andrisco di acquisire ancora maggiore popolarità.
Forte dell'appoggio di tutto il popolo macedone, che dopo quelle vittorie lo riconosceva legittimo re, Andrisco cinse la corona di Macedonia e si proclamò re Filippo VI, figlio di Perseo di Macedonia.
Iniziò una cauta politica riformista a favore del popolo e stipulò un'alleanza strategica con Cartagine, la città-stato nordafricana stava infatti combattendo in quegli anni la Terza guerra punica.
Nel frattempo Roma non rimase a guardare: inviò una legione, comandata dal pretore Publio Iuvenzio, con il compito di destituire Andrisco e di impedirgli eventuali espansionismi; Publio Iuvenzio fallì però nell'impresa e, morendo in combattimento non appena entrato in Macedonia, permise ad Andrisco di invadere anche la Tessaglia, ricreando un Regno di Macedonia di una certa estensione.

### L'epilogo
Solo un anno dopo però, nel 148 a.C., la sorte sembrò voltare le spalle ad Andrisco: Roma decise che era giunta l'ora di concludere quell'avventurosa esperienza e, approfittando del fatto che lo stesso Pseudofilippo stava perdendo popolarità presso i ceti popolari (le fonti antiche dicono che il regno di Andrisco fu segnato dalla crudeltà e dall'estorsione), Roma inviò in Macedonia un grosso esercito comandato da Quinto Cecilio Metello.
Andrisco dovette arrendersi alla superiorità dell'esercito romano e venne sconfitto nella seconda battaglia di Pidna; decise quindi di ritirarsi in Tracia, in uno dei domini dei suoi principi traci alleati, nel disperato tentativo di riorganizzare le sue forze. Metello lo inseguì, sconfinando in Tracia, e infine lo catturò.
Condotto a Roma, Andrisco fu condannato a morte. Metello, come Lucio Emilio Paolo prima di lui, acquisì il cognomen di Macedonico proprio grazie a questa fortunata campagna, colla quale finì l'indipendenza della Macedonia, che dal 147 a.C. assunse lo status di provincia romana venendo accorpata all'Illiria e all'Epiro.
Nel 142 a.C. un altro avventuriero che si faceva chiamare Filippo, un emulo di Andrisco, tentò una rivolta analoga a quella del 149 a.C./148 a.C., ma ebbe scarsissima fortuna. Sconfitto dal questore Lucio Tremellio, fu catturato e messo a morte.